# 稻野車站
稻野站（日语：／ Inano eki */?）是位於兵庫縣伊丹市稻野町，屬於阪急電鐵伊丹線的鐵路車站。車站編號為HK-18。本站正式營運前的名稱暫定為伊丹口。

## 歷史
- 1921年（大正10年）5月10日 - 阪神急行電鐵（現在的阪急電鐵）伊丹線的塚口站 - 伊丹站間開始營運[2]。
- 2005年（平成17年）4月25日 - 由於發生JR福知山線出軌事故，在JR復駛前被指定為豬名寺站的振替輸送（日语：振替輸送）車站。
- 2013年（平成25年）12月21日 - 導入車站編號。

## 車站結構
本站為對向式月台2面2線的地面車站。由於沒有轉轍器與絕對信號機，因此被分類為停留所。

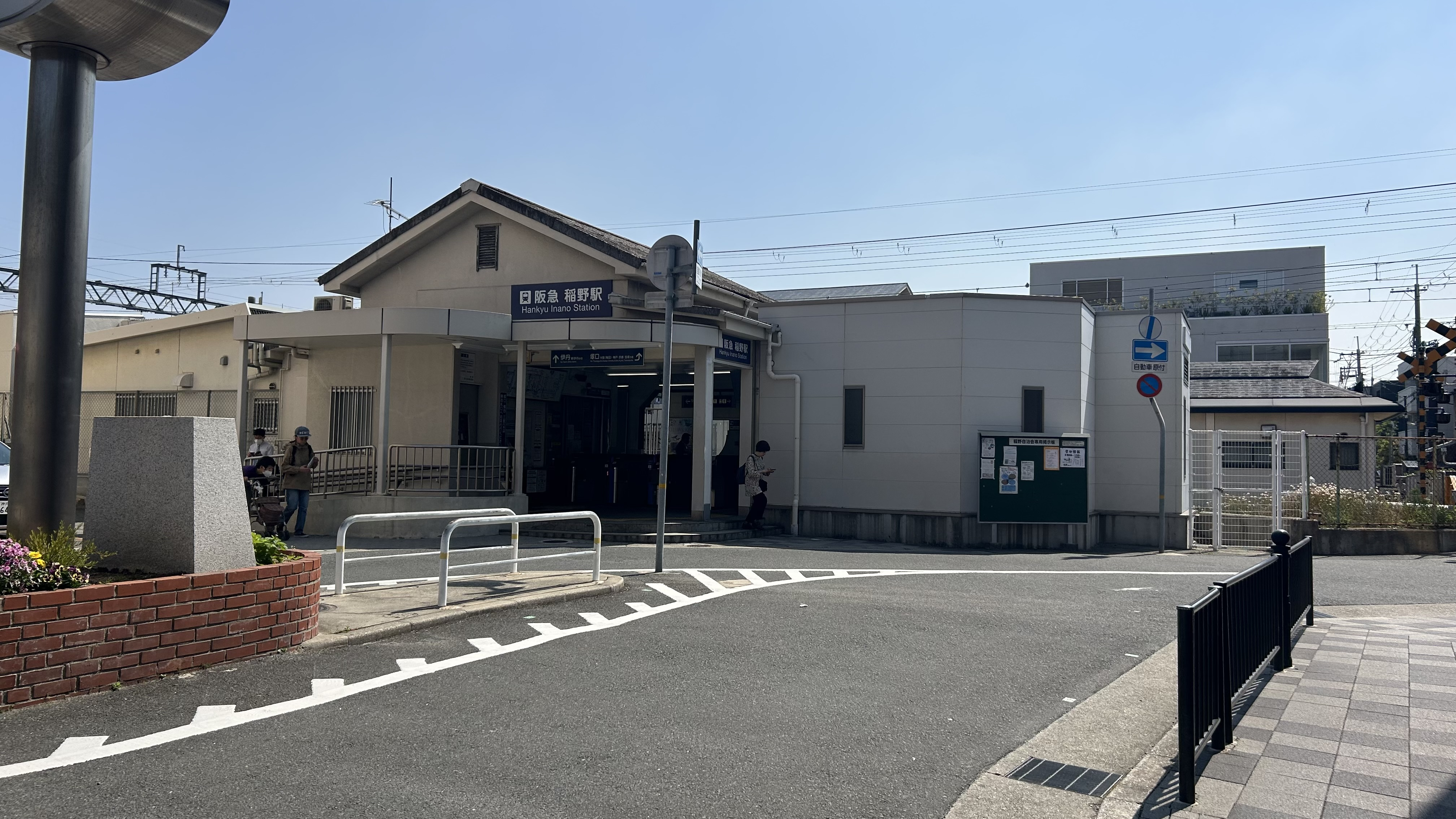
西口（2025年5月）

| 月台 | 路線   | 方向 | 目的地                              |
| ---- | ------ | ---- | ----------------------------------- |
| 1    | 伊丹線 | 下行 | 往 伊丹、新伊丹                     |
| 2    | 伊丹線 | 上行 | 往 塚口、大阪梅田、神戶、京都、寶塚 |

## 利用狀況
2017年（平成29年）1日平均上下車人次為7,654人。
根據「伊丹市統計書」，近年的本站1日上下車人數如下表。
| 年次               | 特定日   | 特定日     | 特定日   | 全年平均   |
| 年次               | 調査日   | 上下車人次 | 上車人次 | 上下車人次 |
| ------------------ | -------- | ---------- | -------- | ---------- |
| 2005年（平成17年） | 11月8日  | 8,998      | 4,531    | -          |
| 2006年（平成18年） | 11月14日 | 8,846      | 4,428    | -          |
| 2007年（平成19年） | 11月13日 | 9,282      | 4,597    | -          |
| 2008年（平成20年） | 11月13日 | 9,005      | 4,451    | -          |
| 2009年（平成21年） | 11月10日 | 9,090      | 4,336    | -          |
| 2010年（平成22年） | 11月9日  | 7,200      | 3,620    | -          |
| 2011年（平成23年） | 11月8日  | 7,708      | 3,840    | -          |
| 2012年（平成24年） | 11月13日 | 8,102      | 4,035    | -          |
| 2013年（平成25年） | 11月13日 | 8,132      | 4,008    | -          |
| 2014年（平成26年） | 11月4日  | 7,097      | 3,525    | -          |
| 2015年（平成27年） | 11月10日 | 8,138      | 4,034    | -          |
| 2016年（平成28年） | 11月15日 | 8,383      | 4,178    | -          |
| 2017年（平成29年） |          |            |          | 7,654      |

## 車站周邊
車站剛開始營運時鄰近房屋還很稀疏，1925年車站西南方興建住宅地「稻野住宅地」後，沿線人口增加，現在成為寧靜的住宅區。
由於周邊道路狹窄，本站為伊丹線中唯一沒有在車站前設置公車站牌的車站。若要轉乘公車須從車站往北150公尺，到御願塚站搭乘伊丹市公車。
福知山線豬名寺站位於本站東方約700公尺的距離。
- 大手前大學 伊丹稻野校區
- 大手前短期大學
- 稻野公園
- GUNZE Town Center TSUKASHIN - 往東南方徒步4分（約300公尺）。
- 兵庫縣立尼崎稻園高等學校
- EDION 塚口店
- 大發工業 研修中心
- Kewpie 伊丹廠
- 關西超市 稻野店
- 洋服青山 伊丹稻野店
- 三菱電機 伊丹製作所（車站東側）
- 伊丹市立生涯學習中心
  - 伊丹市立圖書館 南分館
- 稻野商店街
- 伊丹稻野郵局
- 池田泉州銀行 稻野分行
- 尼崎信用金庫 稻野分行
- 御願塚古墳

## 相鄰車站
阪急電鐵
 伊丹線
塚口（HK-06）－稻野（HK-18）－新伊丹（HK-19）

## 外部連結
- 稻野 - 阪急電鐵